# Dipoena ohigginsi
Dipoena ohigginsi là một loài nhện trong họ Theridiidae.
Loài này thuộc chi Dipoena. Dipoena ohigginsi được Herbert Walter Levi miêu tả năm 1963.